# Erwin Hahn (Psychologe)
Erwin Hahn (* 9. Juli 1930; † 9. August 2009) war ein deutscher Sportpsychologe. Hahn gilt als einer der Pioniere der deutschen Sportpsychologie.

## Leben
Hahn trieb aktiv Handball und Fechten, absolvierte ein Lehramtsstudium für Grund- und Hauptschulen, nach dessen Abschluss er in Worms und Koblenz im Schuldienst tätig war. Er begann ein Zweitstudium im Fach Psychologie, welches er 1967 an der Universität Bonn als Diplom-Psychologe abschloss. Ab 1968 arbeitete Hahn an der Erziehungswissenschaftlichen Hochschule in Koblenz als wissenschaftlicher Assistent, 1974 übernahm er die Ämter des Wissenschaftlichen Direktors und des Referenten für Sportpsychologie im Bundesinstitut für Sportwissenschaft. Diese Ämter hatte er bis 1995 inne. Ebenfalls bis 1995 war Hahn Dozent an der Trainerakademie in Köln.
1969 nahm Hahn an der Gründungsversammlung der Arbeitsgemeinschaft für Sportpsychologie in Deutschland (ASP) teil, bei der Eintragung des Interessenverbandes in das Vereinsregister zwei Jahre später war er eines von sieben Gründungsmitgliedern. Von 1985 bis 1997 war er ASP-Geschäftsführer und bis 1999 zweiter Vorsitzender. In der europäischen Vereinigung für Sportpsychologie FEPSAC saß Hahn ab 1972 im Vorstand, von 1975 bis 1995 war er FEPSAC-Schatzmeister und von 1995 bis 1999 Vizepräsident.
Hahns Forschungsinteresse galt insbesondere den Bereichen psychologische Beratung im Sport, Stress, Psychoregulation, Aggression und Gewalt sowie dem Jugendsport und dem Talentbegriff. Er gehörte zur Redaktion der Zeitschrift „Leistungssport“ und war Herausgeber beziehungsweise Mitherausgeber mehrerer Fachbücher zum Thema Sportpsychologie, darunter „Psychologisches Training im Wettkampfsport: ein Handbuch für Trainer und Athleten“, „Kinder zwischen Bewegungsmangel und Leistungstraining“, „Probleme der Sportpsychologie“ und „Psychologie des Trainers“. Hinzu kamen zahlreiche Beiträge in sportpsychologischen Fachbüchern sowie Zeitschriften.